# Liste der Monuments historiques in Olizy
Die Liste der Monuments historiques in Olizy führt die Monuments historiques in der französischen Gemeinde Olizy auf.

## Liste der Immobilien
| Bezeichnung    | Beschreibung           | Standort               | Kennzeichnung | Schutzstatus | Datum | Bild           |
| -------------- | ---------------------- | ---------------------- | ------------- | ------------ | ----- | -------------- |
| Kirche St-Rémi | ab dem 12. Jahrhundert | Rue de l’Église (Lage) | PA00078754    | Classé       | 1921  | weitere Bilder |

## Liste der Objekte
| Bezeichnung      | Beschreibung                                                     | Standort                     | Kennzeichnung | Schutzstatus    | Datum  | Bild |
| ---------------- | ---------------------------------------------------------------- | ---------------------------- | ------------- | --------------- | ------ | ---- |
| Bodenfliesen     | Keramik, 15. Jahrhundert; während des Ersten Weltkriegs zerstört | in der Kirche St-Rémi (Lage) | PM51001533    | Classé gelöscht | ? 1945 |      |
| Kirchenfenster   | aus dem 16. Jahrhundert; während des Ersten Weltkriegs zerstört  | in der Kirche St-Rémi (Lage) | PM51001534    | Classé gelöscht | ? 1945 |      |
| Skulptur Madonna | Stein, 15. Jahrhundert                                           | in der Kirche St-Rémi (Lage) | PM51000605    | Classé          | 1908   |      |